# Cadereyta Jiménez
Pour les articles homonymes, voir Jiménez.
Cadereyta Jiménez anciennement Cadereyta est une ville de l'État de Nuevo León au Mexique.